# رينيه غونزاليس
رينيه غونزاليس (بالإنجليزية: Rene Gonzales)‏ هو لاعب كرة قاعدة أمريكي، ولد في 3 سبتمبر 1960 في أوستن في الولايات المتحدة.

## وصلات خارجية
- رينيه غونزاليس على موقعبيزبول رفرنس.كوم (الدوري الرئيسي) (الإنجليزية)
- رينيه غونزاليس على موقعبيزبول رفرنس.كوم (الدوري الثانوي) (الإنجليزية)